# BBC Sessions (Green Day)
BBC Sessions è il quarto album live dei Green Day, pubblicato nel 2021.
L’album raccoglie registrazioni live eseguite negli studi di registrazione “Maida Vale” di Londra per la BBC tra il 1994 ed il 2001.

## Tracce
1. She (BBC Live Session) - 02:11
2. When I Come Around (BBC Live Session) - 02:52
3. Basket Case (BBC Live Session) - 02:56
4. 2000 Light Years Away (BBC Live Session) - 02:38
5. Geek Stink Breath (BBC Live Session) - 02:06
6. Brain Stew/Jaded (BBC Live Session) - 04:34
7. Walking Contradiction (BBC Live Session) - 02:35
8. Stuck with Me (BBC Live Session) - 02:18
9. Hitchin' a Ride (BBC Live Session) - 02:50
10. Nice Guys Finish Last (BBC Live Session) - 02:57
11. Prosthetic Head (BBC Live Session) - 03:33
12. Redundant (BBC Live Session) - 03:16
13. Castaway (BBC Live Session) - 03:50
14. Church on Sunday (BBC Live Session) - 03:13
15. Minority (BBC Live Session) - 03:18
16. Waiting (BBC Live Session) - 03:20